# 4702 Berounka
A 4702 Berounka (ideiglenes jelöléssel 1987 HW) a Naprendszer kisbolygóövében található aszteroida. Antonín Mrkos fedezte fel 1987. április 23-án.